# Gándara (Oroso)
Gándara (llamada oficialmente San Miguel da Gándara) es una parroquia española perteneciente al municipio de Oroso, en la provincia de La Coruña, Galicia.

## Entidades de población
Entidades de población que forman parte de la parroquia:
- La Iglesia (A Igrexa o A Gándara)
- Franco (O Franco)
- Piñeirón
- Falmega
- Oroso de Abajo (Oroso de Abaixo)
- Berdomás
- Penateixa
- A Uceira

## Demografía
| Gráfica de evolución demográfica de Gándara entre 2000 y 2019 |
|                                                               |
| Datos según el nomenclátor publicado por el INE.              |